# Nuvole (Gianni Celeste)
Nuvole è il quattordicesimo album del cantante siciliano Gianni Celeste, cantato in lingua napoletana, pubblicato nel 1993.

## Tracce
1. 'E cammino
2. 'Nu latitante
3. Viento
4. Musica d'ammore
5. Nu m'annammoro cchiù
6. Tu e nisciuno cchiù
7. E t'accarezzo
8. Caggia fà
9. Bugiarda tu
10. Dinta 'stu core